# غومفلو
غومفلو (بالإنجليزية: Gummfluh)‏ هو أحد جبال سلسلة جبال الألب البرنية ويقع في كانتون برن/كانتون فود في سويسرا. يحتل المرتبة رقم 326 في قائمة جبال سويسرا من حيث الارتفاع، إذ يبلغ ارتفاعه حوالي 2458 متر، بينما يبلغ ارتفاع نتوء الجبل 574 متر.